# 매사추세츠주의 통계 지구

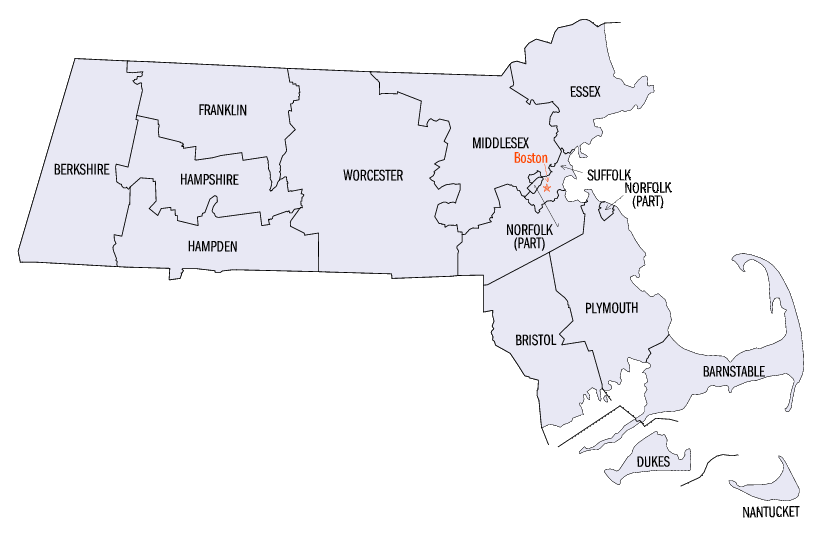
매사추세츠 주의 군들

매사추세츠의 주기

매사추세츠의 통계 지구(Massachusetts Statistical Area)는 매사추세츠 주에 있는 통계 지구이다.

## 범례
| 범례      | 의미                                       |
| --------- | ------------------------------------------ |
|           | 뉴햄프셔에 속하는 지역                     |
|           | 코네티컷에 속하는 지역                     |
|           | 로드아일랜드에 속하는 지역                 |
|           | 2개의 주 이상에 걸친 지역(매사추세츠 해당) |
| 초록 글씨 | 다른 주에 속하는 지역의 인구 수            |
| 파란 글씨 | 매사추세츠와 다른 주에 걸친 지역의 인구 수 |

## 배치도
| 복합 통계 지구                | 인구                | 핵심 기반 통계 지구         | 인구                | 군         | 인구      |
| ----------------------------- | ------------------- | --------------------------- | ------------------- | ---------- | --------- |
| 보스턴-우스터-프로비던스 지구 | 8,287,710 6,041,446 | 보스턴-케임브리지-뉴턴 지구 | 4,873,019 4,432,617 | 미들섹스   | 1,611,699 |
| 보스턴-우스터-프로비던스 지구 | 8,287,710 6,041,446 | 보스턴-케임브리지-뉴턴 지구 | 4,873,019 4,432,617 | 서퍽       | 803,907   |
| 보스턴-우스터-프로비던스 지구 | 8,287,710 6,041,446 | 보스턴-케임브리지-뉴턴 지구 | 4,873,019 4,432,617 | 에식스     | 789,034   |
| 보스턴-우스터-프로비던스 지구 | 8,287,710 6,041,446 | 보스턴-케임브리지-뉴턴 지구 | 4,873,019 4,432,617 | 노퍽       | 706,775   |
| 보스턴-우스터-프로비던스 지구 | 8,287,710 6,041,446 | 보스턴-케임브리지-뉴턴 지구 | 4,873,019 4,432,617 | 플리머스   | 521,202   |
| 보스턴-우스터-프로비던스 지구 | 8,287,710 6,041,446 | 보스턴-케임브리지-뉴턴 지구 | 4,873,019 4,432,617 | 로킹엄     | 309,769   |
| 보스턴-우스터-프로비던스 지구 | 8,287,710 6,041,446 | 보스턴-케임브리지-뉴턴 지구 | 4,873,019 4,432,617 | 스트래퍼드 | 130,633   |
| 보스턴-우스터-프로비던스 지구 | 8,287,710 6,041,446 | 프로비던스-워릭 지구        | 1,624,578 565,217   | 프로비던스 | 638,931   |
| 보스턴-우스터-프로비던스 지구 | 8,287,710 6,041,446 | 프로비던스-워릭 지구        | 1,624,578 565,217   | 브리스틀   | 565,217   |
| 보스턴-우스터-프로비던스 지구 | 8,287,710 6,041,446 | 프로비던스-워릭 지구        | 1,624,578 565,217   | 켄트       | 164,292   |
| 보스턴-우스터-프로비던스 지구 | 8,287,710 6,041,446 | 프로비던스-워릭 지구        | 1,624,578 565,217   | 워싱턴     | 125,577   |
| 보스턴-우스터-프로비던스 지구 | 8,287,710 6,041,446 | 프로비던스-워릭 지구        | 1,624,578 565,217   | 뉴포트     | 82,082    |
| 보스턴-우스터-프로비던스 지구 | 8,287,710 6,041,446 | 프로비던스-워릭 지구        | 1,624,578 565,217   | 브리스틀   | 48,479    |
| 보스턴-우스터-프로비던스 지구 | 8,287,710 6,041,446 | 우스터 지구                 | 947,404 830,622     | 우스터     | 830,622   |
| 보스턴-우스터-프로비던스 지구 | 8,287,710 6,041,446 | 우스터 지구                 | 947,404 830,622     | 윈덤       | 116,782   |
| 보스턴-우스터-프로비던스 지구 | 8,287,710 6,041,446 | 맨체스터-내슈아 지구        | 417,025             | 힐즈버러   | 417,025   |
| 보스턴-우스터-프로비던스 지구 | 8,287,710 6,041,446 | 반스터블타운 지구           | 212,990             | 반스터블   | 212,990   |
| 보스턴-우스터-프로비던스 지구 | 8,287,710 6,041,446 | 콩코드 지구                 | 151,391             | 메리맥     | 151,391   |
| 보스턴-우스터-프로비던스 지구 | 8,287,710 6,041,446 | 라코니아 지구               | 61,303              | 벨크냅     | 61,303    |
| 없음                          | 없음                | 스프링필드 지구             | 697,382             | 햄던       | 466,372   |
| 없음                          | 없음                | 스프링필드 지구             | 697,382             | 햄프셔     | 160,830   |
| 없음                          | 없음                | 스프링필드 지구             | 697,382             | 프랭클린   | 70,180    |
| 없음                          | 없음                | 피츠필드 지구               | 124,944             | 버크셔     | 124,944   |
| 없음                          | 없음                | 바인야드해븐 지구           | 17,332              | 듀크스     | 17,332    |
| 없음                          | 없음                | 없음                        | 없음                | 낸터킷     | 11,399    |
| 매사추세츠                    | 매사추세츠          | 매사추세츠                  | 매사추세츠          | 매사추세츠 | 6,892,503 |

## 참고
- 인구 수는 2019년 기준이며 단위는 '명'이다.
- 서퍽군은 매사추세츠주 행정 기관들이 있는 보스턴이 있기 때문에 굵은 글씨로 표기했다.

## 같이 보기
- 대도시 통계 지구
- 보스턴 대도시권